# Andrzej Juskowiak
Andrzej Mieczysław Juskowiak (Gostyń, Polonia, 3 de noviembre de 1970) es un ex-futbolista polaco que se desempeñaba como delantero. Jugó en varios países, como Alemania, Grecia, Portugal o Estados Unidos. Disputó 39 partidos con la selección polaca.

## Participaciones internacionales
| Evento                            | Sede      | Resultado |
| --------------------------------- | --------- | --------- |
| Torneo Olímpico de Fútbol de 1992 | Barcelona | Plata     |

## Clubes
| Club                     | País           | Año         | Partidos | Goles |
| Lech Poznań              | Polonia        | 1987 - 1992 | 85       | 43    |
| Sporting CP              | Portugal       | 1992 - 1995 | 74       | 25    |
| Olympiacos FC            | Grecia         | 1995 - 1996 | 25       | 12    |
| Borussia Mönchengladbach | Alemania       | 1996 - 1998 | 52       | 15    |
| VfL Wolfsburg            | Alemania       | 1998 - 2002 | 108      | 39    |
| Energie Cottbus          | Alemania       | 2002 - 2003 | 24       | 5     |
| New York MetroStars      | Estados Unidos | 2003- 2004  | 5        | 1     |
| Erzgebirge Aue           | Alemania       | 2004 - 2007 | 110      | 33    |

## Palmarés
Lech Poznań
- Ekstraklasa: 1989-90, 1991-92
- Supercopa polaca de fútbol: 1990

Sporting CP
- Copa de Portugal: 1995